# Good Manager
Good Manager (en hangul 김과장; hanja: 金科長; RR: Kimgwajang; lit. Jefe Kim) es una serie de televisión surcoreana protagonizada por Namkoong Min, Nam Sang-mi, Lee Jun-ho y Jung Hye-sung. Sus veinte episodios se emitieron en KBS2 del 25 de enero al 30 de marzo de 2017 los miércoles y jueves a las 22:00 (hora local coreana).

## Sinopsis
Kim Sung-ryong, un contable de poca monta pero hábil para desenvolverse en situaciones de dudosa legalidad, entra a trabajar como jefe de contabilidad de una gran corporación, TQ Group, cuyos dirigentes le contratan precisamente para cubrir sus acciones fraudulentas. Cuanto más tiempo trabaja allí, más se da cuenta de lo corrupta que es la empresa. Al principio, esto no le importa mucho. Hasta que conoce a su compañera de trabajo, Yoon Ha-Kyung. Por ella, decide ayudar a la empresa a sobrevivir a la crisis luchando por los derechos fundamentales de sus empleados.

## Reparto

### Principal
- Namkoong Min como Kim Sung-ryong[5][6] (Jiro Kim). Kim Sung-ryong era un contable de poca monta de Gunsan, una pequeña ciudad en la provincia de Jeolla del Norte, que trabajaba para un mafioso. Era sometido a investigación todos los años por fraude contable y evasión de impuestos, pero siempre demostraba su inocencia. Luego, fue contratado en TQ como jefe del Departamento de Contabilidad.
- Nam Sang-mi como Yoon Ha-Kyung[7] (Hannah Yoon). Una mujer fuerte y de una sólida ética. Es subdirectora del Departamento de Contabilidad de TQ.
- Lee Jun-ho como Seo Yul, un fiscal de primera categoría hasta que el presidente del grupo TQ lo nombró Director de Finanzas. De duro carácter, hace frente al desafío de Kim.
- Jung Hye-sung como Hong Ga-eun[8] (Gail Hong). Oficial de policía encubierta como trabajadora interna del departamento de Contabilidad que había sido contratada como informadora por un fiscal rival de Seo Yul.

### De apoyo

#### Departamento de Operaciones Comerciales del Grupo TQ
- Kim Won-hae como Choo Nam-ho.
- Kim Kang-hyun como Lee Jae-joon.
- Jo Hyun-sik como Won Ki-ok.
- Ryu Hye-rin como Bing Hee-jin.
- Seo Ye-hwa como Je-ri.[9]
- Kim Seon-ho como Sun Sang-tae.

#### Personas en el Grupo TQ
- Park Yeong-gyu como Park Hyun-do, expresidente del Grupo TQ.
- Lee Il-hwa como Jang Yoo-sun, esposa de Park Hyun-do, CEO de TQ Retail.[10]
- Seo Jeong-yeon como Jo Min-young, director ejecutivo.
- Jung Suk-yong como Ko Man-geun, jefe del departamento de Gestión financiera.
- Kim Min-sang como Lee Kang-shik, jefe de Contabilidad.
- Hwang Young-hee como Uhm Keum-shim.
- Kim Jae-hwa como Na Hee-yong, jefe de la oficina de gestión de ética.
- Dong Ha como Park Myung-suk (Mario Park), exvicepresidente de operaciones, actual pasante de contabilidad.

#### Personas en la Fiscalía del Distrito Central de Seúl
- Jung Moon-sung como Han Dong-hoon.
- Nam Sung-joon como Lee Suk-soo.

#### Personas en Gunsan
- Lim Hwa-young como Oh Kwang-suk, exempleada del departamento de Contabilidad de Deokpo Heungup, actual empleada del café interno de TQ.

### Extendido
- Lee Sung-uk.
- Park Kwang-jae.
- Jeon Ik-ryeong como la esposa del jefe Lee.[11]
- Nam Sang-baek.
- Choi Kyu-shik.
- Choi Jae-sub.
- Eom Ji-man.
- Jo Jae-won.
- Heo Sun-haeng.
- Lee Yoon-sang.
- Ha Seung-ri.

### Apariciones especiales
- Kim Eung-soo como Bae Deok-po, presidente de Deokpo Heungup. Jefe de Kim Sung-ryong.
- Lee Sang-hoon, chico de prisión.
- Song Yeong-gil, chico de prisión.
- Jung Kyung-ho como Kim Sung-ryong.
- Lee Si-eon como el fiscal Park Yong-tae (Ep. 20).

## Producción
La primera lectura del guion tuvo lugar el 15 de diciembre de 2016 en la KBS Annex Broadcasting Station en Yeouido, Seúl.

## Banda sonora original
| Parte | N.º | Título                          | Letra                          | Música                                | Artista           | Duración |
| ----- | --- | ------------------------------- | ------------------------------ | ------------------------------------- | ----------------- | -------- |
| 1     | 1   | Must Be The Money               | Kim Sung-tae - Lim Chul        | Kim Sung-tae - Choi Hye-sun           | DinDin            | 03:14    |
| 1     | 2   | Must Be The Money (inst.)       |                                | Kim Sung-tae - Choi Hye-sun           |                   | 03:14    |
| 2     | 1   | How It Happens                  | Drew Ryan Scott                | Drew Ryan Scott - Ping                | After Romeo       | 03:37    |
| 2     | 2   | How It Happens (inst.)          |                                | Drew Ryan Scott - Ping                |                   | 03:37    |
| 3     | 1   | Starlight Falling Night         | Hwang Yong-ju                  | Hwang Yong-ju                         | Song Yuvin MYTEEN | 03:29    |
| 3     | 2   | Starlight Falling Night (inst.) |                                | Hwang Yong-ju                         |                   | 03:29    |
| 4     | 1   | Will You Love Me                | Lee Shin-sung - ZigZag Note    | ZigZag Note - Kim Young-sung          | GB9, Kim So-hee   | 04:14    |
| 4     | 2   | Will You Love Me (inst.)        |                                | ZigZag Note - Kim Young-sung          |                   | 04:16    |
| 5     | 1   | Roller Coaster                  | Kim Sung-tae                   | Kim Sung-tae - Lee Gun-woo            | Seenroot          | 03:14    |
| 5     | 2   | Roller Coaster (inst.)          |                                | Kim Sung-tae - Lee Gun-woo            |                   | 03:14    |
| 6     | 1   | Dream                           | B.O.K. - E-QLO - Seo Yeong-eun | B.O.K. - E-QLO                        | Seo Yeong-eun     | 04:44    |
| 6     | 2   | Dream (inst.)                   |                                | B.O.K. - E-QLO                        |                   | 04:44    |
| 7     | 1   | Unbelievable                    | Lee Seung-woo                  | Lee Seung-woo - In Young-hun - Edison | Soulstar          | 03:41    |
| 7     | 2   | Unbelievable (inst.)            |                                | Lee Seung-woo - In Young-hun - Edison |                   | 03:41    |
| 8     | 1   | That's Right                    | Kim Sung-tae                   | Lee Gun-woo - Kim Sung-tae            | Dalda             | 03:35    |
| 8     | 2   | That's Right (inst.)            |                                | Lee Gun-woo - Kim Sung-tae            |                   | 03:35    |

## Recepción
Good Manager alcanzó el primer lugar en la clasificación de popularidad televisiva durante su emisión (medida según el número de vistas de noticias relacionadas, recuentos de búsquedas en línea y rumores en las redes sociales). A pesar de competir contra la serie de gran presupuesto Saimdang, Light's Diary en la misma franja horaria y sin estrellas de renombre, Good Manager logró las mejores calificaciones durante su ejecución y disfrutó de una popularidad casi explosiva, pues la audiencia se duplicó prácticamente en cinco episodios, para terminar tocando el 18 % en el último. Recibió críticas positivas por sus diálogos contundentes y satíricos sobre los dueños corporativos corruptos y la sociedad, que resonó en los espectadores; y la actuación multifacética del actor principal Namkoong Min, cuya perfecta fusión de creación de personajes y actuación salva a Good Manager de lo que podría haber sido una comedia criminal de oficina promedio. Park Jin-hai, en The Korea Times, escribió que «el drama transmite mensajes sociales que cuentan la historia de pequeños y grandes casos de desfalco, y pequeños y grandes ladrones. Pero tiene la capacidad de contar historias incómodas de manera ingeniosa».

## Índices de audiencia
En la tabla inferior, en azul aparecen los índices más bajos, y en rojo los más altos.
| Ep.      | Fecha de emisión      | Índices de audiencia | Índices de audiencia | Índices de audiencia | Índices de audiencia |
| Ep.      | Fecha de emisión      | TNmS                 | TNmS                 | AGB Nielsen          | AGB Nielsen          |
| Ep.      | Fecha de emisión      | Nacional             | Seúl                 | Nacional             | Seúl                 |
| -------- | --------------------- | -------------------- | -------------------- | -------------------- | -------------------- |
| 1        | 25 de enero de 2017   | 6.6 % (19.ª)         | 7.1 % (19.ª)         | 7.8 % (17.ª)         | 7.7 % (15.ª)         |
| 2        | 26 de enero de 2017   | 6.3 % (20.ª)         | 6.5 % (18.ª)         | 7.2 % (18.ª)         | 7.2 % (15.ª)         |
| 3        | 1 de febrero de 2017  | 11.7 % (7.ª)         | 13.3 % (4.ª)         | 12.8 % (5.ª)         | 12.8 % (5.ª)         |
| 4        | 2 de febrero de 2017  | 11.5 % (7.ª)         | 13.3 % (4.ª)         | 13.8 % (4.ª)         | 14.1 % (4.ª)         |
| 5        | 8 de febrero de 2017  | 13.2 % (4.ª)         | 15.5 % (4.ª)         | 15.5 % (4.ª)         | 15.8 % (4.ª)         |
| 6        | 9 de febrero de 2017  | 12.1 % (6.ª)         | 12.9 % (4.ª)         | 16.7 % (4.ª)         | 17.6 % (3.ª)         |
| 7        | 15 de febrero de 2017 | 13.1 % (4.ª)         | 15.0 % (4.ª)         | 16.1 % (4.ª)         | 16.3 % (4.ª)         |
| 8        | 16 de febrero de 2017 | 13.7 % (4.ª)         | 15.6 % (4.ª)         | 17.6 % (4.ª)         | 17.3 % (4.ª)         |
| 9        | 22 de febrero de 2017 | 15.5 % (4.ª)         | 16.2 % (4.ª)         | 17.8 % (3.ª)         | 18.0 % (3.ª)         |
| 10       | 23 de febrero de 2017 | 15.2 % (4.ª)         | 15.6 % (4.ª)         | 17.2 % (4.ª)         | 17.3 % (3.ª)         |
| 11       | 1 de marzo de 2017    | 15.6 % (4.ª)         | 17.0 % (3.ª)         | 18.4 % (3.ª)         | 19.2 % (3.ª)         |
| 12       | 2 de marzo de 2017    | 16.3 % (4.ª)         | 17.8 % (3.ª)         | 18.4 % (3.ª)         | 18.5 % (3.ª)         |
| 13       | 8 de marzo de 2017    | 15.3 % (4.ª)         | 16.2 % (4.ª)         | 16.8 % (4.ª)         | 16.8 % (4.ª)         |
| 14       | 9 de marzo de 2017    | 14.3 % (4.ª)         | 14.9 % (4.ª)         | 17.1 % (4.ª)         | 16.9 % (3.ª)         |
| 15       | 15 de marzo de 2017   | 14.6 % (4.ª)         | 16.1 % (3.ª)         | 18.4 % (4.ª)         | 19.1 % (3.ª)         |
| 16       | 16 de marzo de 2017   | 16.2 % (4.ª)         | 18.1 % (3.ª)         | 17.1 % (4.ª)         | 17.6 % (3.ª)         |
| 17       | 22 de marzo de 2017   | 17.4 % (4.ª)         | 19.7 % (4.ª)         | 17.4 % (4.ª)         | 17.5 % (4.ª)         |
| 18       | 23 de marzo de 2017   | 16.0 % (4.ª)         | 17.3 % (3.ª)         | 17.0 % (4.ª)         | 17.5 % (3.ª)         |
| 19       | 29 de marzo de 2017   | 17.0 % (4.ª)         | 18.6 % (3.ª)         | 16.9 % (4.ª)         | 16.8 % (4.ª)         |
| 20       | 30 de marzo de 2017   | 18.0 % (4.ª)         | 18.7 % (3.ª)         | 17.2 % (4.ª)         | 17.8 % (3.ª)         |
| Promedio | Promedio              | 14.0 %               | 15.3 %               | 15.9 %               | 16.1 %               |

## Premios y nominaciones
| Año  | Premio                          | Categoría                                                 | Candidato                  | Resultado | Ref.          |
| ---- | ------------------------------- | --------------------------------------------------------- | -------------------------- | --------- | ------------- |
| 2017 | 53rd Baeksang Arts Awards       | Mejor actor                                               | Namkoong Min               | Nominado  | [ 17 ]        |
| 2017 | 44th Korean Broadcasting Awards | Mejor actor                                               | Namkoong Min               | Ganador   |               |
| 2017 | 10th Korea Drama Awards         | Mejor serie                                               | Good Manager               | Nominada  | [ 18 ] [ 19 ] |
| 2017 | 10th Korea Drama Awards         | Mejor director de producción                              | Lee Jang-soo               | Ganador   | [ 18 ] [ 19 ] |
| 2017 | 10th Korea Drama Awards         | Mejor guion                                               | Lee Eun-jin                | Nominado  | [ 18 ] [ 19 ] |
| 2017 | 10th Korea Drama Awards         | Premio a la gran excelencia, actor                        | Namkoong Min               | Nominado  | [ 18 ] [ 19 ] |
| 2017 | 10th Korea Drama Awards         | Premio a la excelencia, actriz                            | Lee Il-hwa                 | Ganadora  | [ 18 ] [ 19 ] |
| 2017 | 10th Korea Drama Awards         | Mejor música original                                     | DinDin (Must Be The Money) | Ganador   | [ 18 ] [ 19 ] |
| 2017 | 1st The Seoul Awards            | Mejor actor                                               | Namkoong Min               | Nominado  |               |
| 2017 | 2nd Asia Artist Awards          | Mejor personaje célebre                                   | Lee Jun-ho                 | Ganador   | [ 20 ]        |
| 2017 | 31st KBS Drama Awards           | Premio a la gran excelencia, actor                        | Namkoong Min               | Ganador   | [ 21 ]        |
| 2017 | 31st KBS Drama Awards           | Premio a la excelencia, actor en serie de media duración  | Lee Jun-ho                 | Ganador   | [ 21 ]        |
| 2017 | 31st KBS Drama Awards           | Premio a la excelencia, actor en serie de media duración  | Namkoong Min               | Nominado  | [ 21 ]        |
| 2017 | 31st KBS Drama Awards           | Premio a la excelencia, actriz en serie de media duración | Nam Sang-mi                | Nominada  | [ 21 ]        |
| 2017 | 31st KBS Drama Awards           | Mejor actor secundario                                    | Dong Ha                    | Nominado  | [ 21 ]        |
| 2017 | 31st KBS Drama Awards           | Mejor actor secundario                                    | Kim Won-hae                | Nominado  | [ 21 ]        |
| 2017 | 31st KBS Drama Awards           | Mejor actriz secundaria                                   | Lee Il-hwa                 | Ganadora  | [ 21 ]        |
| 2017 | 31st KBS Drama Awards           | Mejor actriz secundaria                                   | Jung Hye-sung              | Ganador   | [ 21 ]        |
| 2017 | 31st KBS Drama Awards           | Mejor actriz secundaria                                   | Seo Jeong-yeon             | Nominado  | [ 21 ]        |
| 2017 | 31st KBS Drama Awards           | Mejor actor revelación                                    | Kim Seon-ho                | Nominado  | [ 21 ]        |
| 2017 | 31st KBS Drama Awards           | Mejor actor revelación                                    | Lee Jun-ho                 | Nominado  | [ 21 ]        |
| 2017 | 31st KBS Drama Awards           | Mejor actriz revelación                                   | Im Hwa-young               | Nominada  | [ 21 ]        |
| 2017 | 31st KBS Drama Awards           | Premio Netizen - masculino                                | Namkoong Min               | Nominado  | [ 21 ]        |
| 2017 | 31st KBS Drama Awards           | Premio Netizen - masculino                                | Lee Jun-ho                 | Nominado  | [ 21 ]        |
| 2017 | 31st KBS Drama Awards           | Mejor pareja                                              | Namkoong Min y Nam Sang-mi | Nominados | [ 21 ]        |
| 2017 | 31st KBS Drama Awards           | Mejor pareja                                              | Namkoong Min y Lee Jun-ho  | Ganadores | [ 21 ]        |
| 2018 | 30th Korea Producer Awards      | Mejor serie                                               | Good Manager               | Ganadora  | [ 22 ]        |

## Adaptación editorial
Se anunció el 24 de marzo de 2017 que KBS Media publicaría en abril un libro titulado El libro de trabajo del jefe Kim, relacionado con la serie, con excelentes consejos para la vida laboral. El libro contaría con las mejores escenas de la serie, los mejores diálogos y todos los finales de episodios ilustrados. Las ilustraciones estarían a cargo del artista de webtoon Yang Kyung-soo, quien se asoció con el drama para crear esas escenas finales de cada episodio. Este proyecto es la primera colaboración entre una serie y un webtoon.